# Changxi
Changxi (kinesisk: 常羲) var en månegudinde i kinesisk mytologi, tilbedt af forskellige folkeslag i Kina og andre asiatiske lande , hvor hun havde 12 måneskiver som døtre, og dannede pendant til solgudinden Xihe med hendes 10 solbørn. Changxi var som Xihe også kone af himlens kejser Di Jun, guden af den østlige himmel.
Changxi med hendes døtre boede i Vest, mens Xihe med hendes 10 solbørn boede i Øst i sanglandet Fusang. Ligesom en af solskiverne ville vandre over himlen om dagen, ville en af de 12 månedøtre efter tur begive sig over himlen om natten. I løbet af natten ville måneskiven blive beskidt og dækket af støv, så Månemoderen ville bade månen efter afsluttet vandring i den samme flod, hvor Solmoderen også ville bade sine solbørn efter dagens vandring. 
De tolv måner var symbol for de 12 lunare måneder i et kalenderår og var del af det asiatiske 12 års-system, kaldt De Jordiske Grene. De 10 solskiver var så ugesystemet med 10 dage, kaldt for De Himmelske Stammer. De Jordiske Grenes 12 måneder sat sammen med De Himmelske Stammer 10-dagesugen er det lunisolare kinesiske kalendersystem, brugt den dag i dag i Kina og andre asiatiske lande. De asiatiske 12 måneder som "Jordiske Grene" er symboliseret af de 12 astrologiske dyr, som i Vesten er blevet berømt som den kinesiske dyrekreds, mens 10-dagesugen ikke er så kendt. I Kina troede man, at både solgudinden Xihe og Changxi havde opfundet sol-månekalenderen for at holde styr på, hvilke af deres talrige børn, der skulle frem den dag eller nat.
Da de to gudinder optræder som par af modsætninger,og hersker over den kinesiske sol-månekalender, var Xihe og Changxi også blevet opfattet som ypperste symboler for Yin og yang. Hermed var Xihe yang som solgudinde og Changxi yin som månegudinde, når yin-yang konceptet blev udviklet med fremgang af taoisme i Kina.
Changxi nævnes tidligst i krøniken Klassikeren om Bjerge og Havets Vande, Shan-hai Ching. Der står følgende i en sætning om hende: "Kejseren Jun giftede sig med Changxi, som fødte tolv Måner."
Changxi med de 12 månedøtre kan ofte forveksles med Chang'e, som også var månegudinde tilbedt af andre kinesiske folkeslag og havde andre myter tilknyttet.  Changxi var "en vigtig tidlig månegudinde", men hendes betydning og stillingen blandt andre kinesiske guddomme gradvis forsvandt og hun var til sidst "nedgraderet til laverestående position". Derefter steg den anden månegudinde Chang'e i betydning, og derfor forveksles med Changxi. Forskeren Sharron Gu foreslog, at forvekslingen kan også skyldes de næsten enslydende navne, som udtales næsten ens og hører til i samme sprogfamilie. Derudover kunne både Changxi og Chang'e begge have haft oprindelse i samme, ældre og ukendt månegudinde.
På planeten Venus er der flere store, aflange, dybe kratere (chasma), opkaldt af astronomerne efter forskellige gudinder fra alverdens mytologier, og her blev chasma Changxi på 220 km i diameter opkaldt efter månegudinden i 1997 (geografisk ligger den på Venus 59.0S breddegrad og 17.0E længdegrad).